# رودخانه پروادیا
رودخانه پروادیا (به انگلیسی: Provadiya River) رودخانه‌ای است که در بلغارستان جریان دارد.